# Мараварман Раджасінга I
Мараварман Раджасінга I — один з ранніх правителів Пандья. Був сином і наступником Кочадаян Ранадхіран. Він був жорстким правителем та вів завойовницькі війни у союзі з Чітрамаєю проти правителя Паллавів, Нандівармана Паллавамалли.